# Janževski vrh (hrib)
Janževski vrh je hrib z 915 metri nadmorske višine. Je del predalpskega hribovja Pohorje.
Na vrhu stoji cerkev svetega Janeza Krstnika, ki naj bi bila po ljudskem prepričanju močna »energetska« točka.